# Greg Jenkins (Snookerspieler)
Greg Jenkins (* 11. Juni 1962) ist ein ehemaliger australischer Snooker- und Poolbillardspieler, der nach zwei Juniorentiteln bei der australischen Snooker-Meisterschaft zwischen 1985 und 1993 acht Jahre als professioneller Snookerspieler verbrachte und im Anschluss daran bei verschiedenen Poolbillardturnieren antrat.

## Karriere

### Professionelle Snookerkarriere
Nachdem Jenkins 1979 die australische Snooker-Meisterschaft in der Kategorie U18 und 1983 zudem auch in der Kategorie U23 gewonnen hatte, wurde Jenkins zur Saison 1985/85 professioneller Snookerspieler. Während dieser ersten Saison konnte Jenkins insgesamt nur bei zwei Turnieren ein Spiel aus eigener Kraft gewinnen, zum einen bei der UK Championship, wo er nach einem Sieg über Pascal Burke gegen Malcolm Bradley ausschied, und zum anderen bei den British Open, bei denen er durch Siege über Bert Demarco und Jim Meadowcroft die Hauptrunde erreichte und in dieser gegen Mark Wildman verlor. Auf der Weltrangliste wurde er infolgedessen auf Rang 95 geführt. Auch in der nächsten Saison schied er so gut wie immer früh aus, sodass er erneut nur bei einem Turnier, in diesem Fall beim Classic, die Runde der letzten 64 erreichte und dort nach Siegen über Maurice Parkin und George Scott sich Steve Davis geschlagen geben musste. Dennoch verbesserte er sich auf der Weltrangliste um zwei Plätze auf Rang 93, welcher seine beste Weltranglistenplatzierung darstellt.
Schon im Verlaufe der Saison 1987/88 erreichte Jenkins lediglich bei Ranglistenturnieren lediglich zwei Mal die Runde der letzten 96 und schied in dieser jeweils aus, während er bei der Australian Professional Championship mit einem Sieg über Lou Condo das Viertelfinale erreichte und in diesem gegen Warren King verlor. Nachdem sich dies in der Saison 1988/89 mit erneut nur zwei Teilnahmen an einer Runde der letzten 96 sowie einem Viertelfinaleinzug bei der Australian Professional Championship, im Übrigen ein Turnier ohne Einfluss auf die Weltrangliste, wiederholte, rutschte Jenkins über Platz 104 auf der Weltrangliste auf Platz 120 ab. Schließlich erreichte Jenkins während der Saison 1989/90 nur noch bei den Hong Kong Open eine Runde der letzten 96, sodass er im Folgenden auf Weltranglistenplatz 130 geführt wurde. Doch Jenkins bestritt im Folgenden keine Profispiele mehr und beendete zum Ende der Saison 1992/93 – mittlerweile als ungesetzter Spieler – seine Profikarriere.

### Weiteres Leben
Im Anschluss an seine Snookerkarriere nahm Jenkins an verschiedenen Poolbillardturnieren teil. So schied er bei der WPA-9-Ball-Weltmeisterschaft 2002 sowie bei der Ausgabe des Jahres 2007 in der Gruppenphase aus, während er sowohl 2009 als auch 2011 jeweils als einer der beiden australischen Vertreter am World Cup of Pool teilnahm, es beide Male aber nicht in die zweite Runde schaffte. Zudem nahm er ebenfalls ohne größeren Erfolg an den US Open 2012 teil.
Dennoch trat Jenkins mehrfach auch weiterhin als Snookerspieler in Erscheinung. Nachdem er 1995 das Viertelfinale des Australian Masters erreicht hatte, nahm er mehr als zwanzig Jahre später mehrfach an der Australian Open Championship teil, wobei eine Teilnahme an der Runde der letzten 32 sein bestes Ergebnis war.